# Matemore
Matemore (em árabe: مطمور) é uma cidade e comuna localizada na província de Mascara, Argélia. Segundo o censo de 2008, a população total da cidade era de 15 170 habitantes.